# Rivière Beaulieu
Pour les articles homonymes, voir Beaulieu.
La rivière Beaulieu est un affluent de la rivière des Grandes Bergeronnes, coulant sur la rive nord du fleuve Saint-Laurent, dans la municipalité des Bergeronnes, dans la municipalité régionale de comté (MRC) de La Haute-Côte-Nord dans la région administrative de la Côte-Nord, au Québec, au Canada.
Le bassin versant de la rivière Beaulieu est desservi notamment par la route 138 qui passe à environ 170 m au sud de la confluence de la rivière Beaulieu et de la rivière du Bas de Soie dans la partie nord-ouest du village de Grandes-Bergeronnes. Ce versant est aussi desservi par le chemin du rang Saint-Joseph qui va vers le nord du côté ouest de la rivière à partir de la rue principale du village des Bergeronnes,,.
La foresterie et l'agriculture s'avèrent les deux principales activités économiques de ce bassin versant.
La surface de la rivière Beaulieu est habituellement gelée de la fin novembre au début avril, toutefois la circulation sécuritaire sur la glace se fait généralement de la mi-décembre à la fin mars.

## Géographie
La rivière Beaulieu prend sa source à l’embouchure d’un lac non identifié (longueur : 0,4 km ; altitude : 298 m). Cette embouchure est située à 15,7 km au sud-est du centre du village des Escoumins ; à 14,1 km au nord-ouest de l’embouchure de la rivière Beaulieu ; à 27,3 km au nord du centre de la confluence de la rivière Saguenay et du fleuve Saint-Laurent ; et à 14,6 km au nord-ouest du centre du village des Bergeronnes.
À partir de l’embouchure du lac de tête, la rivière Beaulieu coule sur 22,7 km selon les segments suivants :
- 3,8 km vers le nord-est jusqu’à un coude de rivière ;
- 4,1 km vers l'est en serpentant jusqu’à un coude de rivière ;
- 7,1 km vers le sud, jusqu’à un ruisseau (venant du nord-est)
- 6,2 km vers le sud-est, en traversant le lac Beaulieu (altitude : 30 m, jusqu’à la limite nord de l’ex-municipalité de village de Grandes-Bergeronnes ;
- 1,5 km vers le sud-ouest dans le territoire de l’ex-municipalité de village de Grandes-Bergeronnes, en serpentant jusqu’à son embouchure[2].

La confluence de la rivière Beaulieu et de la rivière Beaulieu (venant du nord-est) constitue la tête de la courte rivière des Grandes Bergeronnes laquelle coule vers le sud en coupant la route 138 ; dans ce segment, le cours de la rivière passe du côté ouest du village Grandes-Bergeronnes notamment en traversant sur 0,9 km l'anse de foin (soit la partie nord de la Baie des Grandes Bergeronnes), dans l'estuaire du Saint-Laurent aux Bergeronnes. En traversant cette baie à marée basse, le courant coule vers le sud sur le grès jusqu'à 1,7 km. L'entrée de la baie des Grandes Bergeronnes comporte une largeur de 0,6 km.

## Toponymie
Le toponyme rivière Beaulieu a été officialisé le 5 décembre 1968 à la Banque des noms de lieux de la Commission de toponymie du Québec.